# Arichanna transectata
Arichanna transectata là một loài bướm đêm trong họ Geometridae.